# Sousa sahulensis
Sousa sahulensis és una espècie del gènere Sousa. El nom sahulensis ve de la plataforma del Sahul, que es troba entre el nord d'Austràlia i el sud de Nova Guinea. L'espècie fou descrita el juliol del 2014 a la revista Marine Mammal Science. No hi ha una estimació de la població, però basant-se en les dades disponibles, probablement n'hi ha «uns milers».
S. sahulensis es diferencia lleugerament de les altres tres espècies de Sousa per la llargada total, el nombre de dents, les vèrtebres i la distribució geogràfica. L'aleta dorsal és més baixa i llarga a la base que les altres espècies de Sousa. És de color gris fosc i té un caràcter dorsal fosc que sembla una capa.